# Lemuria (album)
A Lemuria egy svéd szimfonikus metal zenekar, a Therion nagylemeze. Az album címének, a Lemuriának a jelentése az "Elveszett Föld". Az albumot egyszerre adták ki a Sirius B-vel. A borítót Thomas Ewerhard készítette.

## Számlista
1. Typhon – 4:36
2. Uthark Runa – 4:41
3. Three Ships of Berik, Pt. 1: Calling to Arms and Fighting the Battle – 3:19
4. Three Ships of Berik, Pt. 2: Victory! – 0:44
5. Lemuria – 4:15
6. Quetzalcoatl – 3:47
7. The Dreams of Swedenborg – 4:58
8. An Arrow from the Sun – 5:54
9. Abraxas – 5:21
10. "Feuer Overtüre/Prometheus Entfesselt – 4:39

## Közreműködők
- Christofer Johnsson – vokál ("Typhon", "Three Ships of Berik part 1: Calling to Arms and Fighting the Battle"), ritmusgitár, billentyűk ("An Arrow from the Sun", "Feuer Overtūre / Prometheus Entfesselt"), klasszikus zenészek és kórus elhelyezése
- Kristian Niemann – ritmusgitár, akusztikus gitár
- Johan Niemann – basszusgitár

### Vendégzenészek
- Steen Rasmussen – mellotron ("Lemuria"), orgona
- Jens Nyborg – balalajka, domra
- Sven Lindblad – balalajka
- Kavi Björkqvist – balalajka
- Richard Evensand – dob
- Mats Levén – vokál ("Uthark Runa"), rock and roll vokál ("Abraxas")
- Piotr Wawrzeniuk – vokál ("Lemuria", "The Dreams of Swedenborg", "Feuer Overtūre / Prometheus Entfesselt")
- Peter Mossman – narráció ("Lemuria")
- Filharmonikus zenekar: A prágai filharmonikus zenekar (Adam Klemens és Mario Klemens vezénylésével)
- Kórus: Kūhn Mixed kórus (Mario Klemens vezénylésével)

## Külső hivatkozások
- Információk a Therion hivatalos weboldalán az albumról